# José Erasmo de Janer y de Gironella

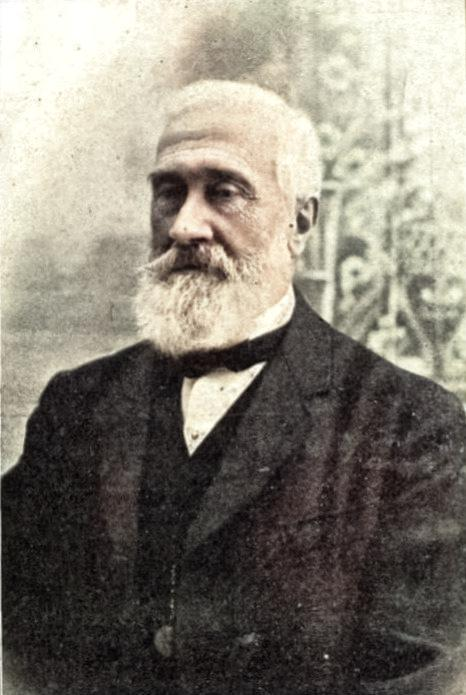
José Erasmo de Janer

José Erasmo de Janer y de Gironella (Barcelona, 17 de junio de 1833 - 16 de marzo de 1911) fue un empresario y político carlista español.

## Biografía
Era hijo del industrial Erasmo de Janer y de Gónima, alcalde de Barcelona en 1846, y nieto del fundador de la «casa Erasmo» de Barcelona. Tenía importantes posesiones en el barrio del Raval de Barcelona y en el actual barrio de Horta. Se licenció en Derecho por la Universidad de Barcelona y contrajo matrimonio con María Dolores Milá de la Roca, con la que tuvo por hijos a Ignacio de Janer y Milá de la Roca y María de los Ángeles de Janer y Milá de la Roca.
A fines del reinado de Isabel II fue nombrado concejal del Ayuntamiento de Barcelona organizado por el capitán general Conde de Cheste. Tras la revolución de 1868 ingresó en el carlismo. Según Arturo Masriera, Erasmo de Janer fue uno de los «próceres de la rancia nobleza catalana» adheridos a esta causa tras el destronamiento de Isabel II, junto con otros como el barón de Vilagayá, Emilio de Sicars, el barón de Esponellá, Ramón de Valls, el marqués de Dou, el duque de Solferino, etc.
En las elecciones constituyentes de 1869 presentó su candidatura a diputado a Cortes por San Feliu de Llobregat, obteniendo una nutrida votación. Poco después fue nombrado presidente del Círculo católico-monárquico de Barcelona. Al iniciarse la tercera guerra carlista se refugió en Francia, estableciéndose en San Juan de Luz, desde donde contribuyó al bando carlista.
Acabada la guerra, en 1876 participó decididamente junto con Luis María de Llauder y Manuel María Milá de la Roca en la fundación del diario carlista de Barcelona El Correo Catalán, de cuyo consejo de administración formaría parte hasta su muerte. Fue miembro de la Junta de Gobierno de la Caja de Ahorros y Monte de Piedad de Barcelona y nuevamente concejal del ayuntamiento de Barcelona en 1879. No mostró mucho interés por los asuntos de la fábrica familiar y dedicó la mayor parte de su fortuna a la causa del carlismo, lo que le provocó numerosas persecuciones.

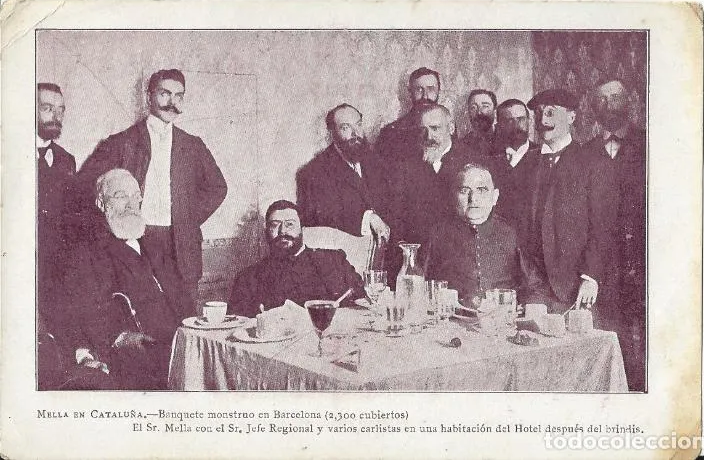
José Erasmo de Janer (izquierda) durante un banquete multitudinario en Barcelona con Juan Vázquez de Mella.

En 1902 fue nombrado jefe regional de la Comunión Tradicionalista en Cataluña, sucediendo a Luis María de Llauder, cargo que mantendría hasta principios de 1910.
Como jefe regional, defendió que los jaimistas catalanes se sumasen al movimiento de la Solidaridad Catalana, si bien la actuación de los tradicionalistas en dicho movimiento fue menor, y, a decir de las memorias de Francisco Cambó, el papel desempeñado por Janer sería de poca importancia en comparación con el de Miguel Junyent. Según Cambó, el verdadero interlocutor de los jaimistas en la coalición sería Juan Vázquez de Mella.
Presidió en 1894 la Asociación de Católicos, apoyando la pastoral del cardenal Salvador Casañas y Pagés contra el Presupuesto Extraordinario de Cultura de 1908. Vendió la casa familiar a Juan y José Bertrand Salsas. En premio por sus servicios, Don Carlos le otorgó la Cruz y banda de Isabel la Católica. Formó parte de numerosas asociaciones benéficas en Barcelona. Fue suegro del también político tradicionalista Dalmacio Iglesias.